# Kurtuluş, Reyhanlı
Kurtuluş là một xã thuộc huyện Reyhanlı, tỉnh Hatay, Thổ Nhĩ Kỳ. Dân số thời điểm năm 2011 là 1.16 người.